# Avalancha de Gjerdrum de 2020
El deslizamiento de tierra de Gjerdrum de 2020 fue un rápido deslizamiento de tierra que se produjo en la madrugada del 30 de diciembre de 2020 en el pueblo de Ask, centro administrativo de Gjerdrum, Noruega. Abarcó una superficie de 300 por 700 metros y afectó además a 9 hectáreas por el flujo de escombros. Se destruyeron varios edificios, la mayoría de ellos casas y edificios de apartamentos.
Hasta el 22 de marzo de 2021, se había confirmado la muerte de diez personas por el desprendimiento.
En 2022, la policía acusó al municipio de Gjerdrum. Las causas del corrimiento de tierras [... han sido] investigadas por la policía en 2022; un grupo de expertos tenía que llevar a cabo otra investigación, encargada de encontrar -antes de agosto de 2021- las causas del corrimiento de tierras.

## Antecedentes
Anteriormente había habido deslizamientos de tierra en el municipio de Gjerdrum. Durante la noche entre el 20 y el 21 de octubre de 1924, un deslizamiento de tierra destruyó varias fincas y dañó 1600 metros de carretera. En 2014, un deslizamiento de tierra destruyó dos casas.
En julio de 2008, un artículo publicado en Romerikes Blad afirmaba que el hidrólogo y geólogo Steinar Myrabø había advertido al municipio sobre la erosión del suelo y el riesgo potencial de un deslizamiento de tierra, pidiendo la interrupción de la construcción en Nystulia en nombre del capítulo local de Naturvernforbundet. En noviembre de 2020, la construcción, incluida la excavación y la participación de maquinaria pesada, se llevó a cabo en la parte inferior del área del deslizamiento de tierra a finales del próximo mes. Según la emisora NRK, las intensas lluvias en los días previos al incidente pueden haber provocado movimientos de suelo en la zona.

## La avalancha y rescate
Los primeros informes del deslizamiento de tierra se hicieron a las 3:51 a. m. del 30 de diciembre de 2020. Diez personas resultaron heridas, 26 inicialmente desaparecidas, aunque luego se determinó que el número real de personas desaparecidas era de 10.
El día de Año Nuevo se solicitó la asistencia de Suecia; un equipo de búsqueda y rescate urbano de 14 personas de Suecia trabajó en el lugar y fue liberado la misma noche después de la llegada de más personal de rescate noruego.
Para el 1 de enero de 2021, la policía publicó los detalles de las diez personas desaparecidas. El mismo día se informó de la primera víctima. A principios del 2 de enero se encontró el cuerpo de una segunda víctima, y más tarde ese día se encontraron dos personas más muertas. El 3 de enero, tres personas más fueron encontradas muertas, lo que elevó el número de muertos a siete. Tres personas siguen desaparecidas y las búsquedas continúan en curso.
A partir del 5 de enero de 2021, las autoridades noruegas manifestaron su desesperanza de encontrar más sobrevivientes. Tres personas seguían desaparecidas, desde lo que se ha señalado como "uno de los peores (deslizamientos de tierra) en la historia moderna de Noruega", que destruyó al menos 9 edificios que contenían más de 30 apartamentos, con al menos 1000 evacuados conocidos evacuados de la aldea de más de 6000 habitantes.

## Consecuencias
La Cruz Roja de Nannestad y Gjerdrum recibió grandes cantidades de donaciones de juguetes, ropa y productos de higiene para las víctimas del deslizamiento de tierra. Después del desastre, varios medios de comunicación revelaron que el área afectada había sido designada como área de alto riesgo para deslizamientos de tierra ya en 2005 y que estaba programada para una nueva evaluación en 2021 debido al aumento de la cantidad de proyectos de vivienda y construcción en el país. área.
Varios expertos e ingenieros criticaron posteriormente al gobierno nacional noruego y al gobierno local por no tomarse en serio las áreas de alto riesgo y permitir que los proyectos de vivienda continuaran a pesar de tener "instrucciones claras sobre cómo tratar estas áreas durante más de cincuenta años".